# Ola Ullsten
Stig Kjell Olof (Ola) Ullsten (født 23. juni 1931, død 28. maj 2018) var en svensk diplomat og liberal politiker, der var Sveriges statsminister fra 1978 til 1979. 
Ullsten var partileder for Folkpartiet fra 1978 til 1983.